# バフーラベ圏
バフーラベ圏（バフーラベけん、フランス語：Cercle de Bafoulabé）は、マリ共和国の地方行政区画でカイ州を構成する圏のひとつ。行政の中心地はバフーラベにおかれる。下級単位のコミューンは13団体あり、2009年の統計で人口は233,926人を数える。

## コミューン
バフーラベ圏には以下のコミューンがある。
- バフーラベ（fr:Bafoulabé）
- バマフェレ（fr:Bamafélé）
- ディアコン（fr:Diakon）
- ディアラン（fr:Diallan）
- ディオケリ（fr:Diokéli）
- グーンファン（fr:Gounfan）
- コンテラ（fr:Kontéla）
- クーンディアン（fr:Koundian）
- マイナ（fr:Mahina (Mali)）
- ニアンビア（fr:Niambia）
- ウアリア（fr:Oualia）
- シディベラ（fr:Sidibéla）
- トモラ（fr:Tomora）